# Daniel Van Ryckeghem

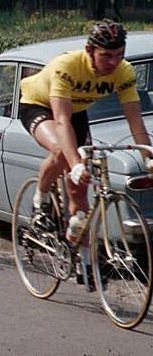
Daniel Van Ryckeghem

Daniel Van Ryckeghem (* 29. Mai 1945 in Meulebeke; † 26. Mai 2008 ebenda) war ein belgischer Radrennfahrer.

## Sportliche Laufbahn
Van Ryckeghem (auch Vanryckeghem) war Straßenradsportler. 1966 wurde er Berufsfahrer im Radsportteam Leroux-Terrot. Er blieb bis 1973 als Profi aktiv. In seiner ersten Saison als Berufsfahrer gewann er das Eintagesrennen Grote Prijs Briek Schotte und eine Etappe der Tour du Nord. 1967 siegte er im Frühjahrsrennen Kuurne–Brüssel–Kuurne vor Eric Demunster. Es folgten Siege in den Rennen Dwars door België, Rund um den Henninger Turm vor Willy Planckaert, Brüssel–Ingooigem, drei Etappensiege in der Katalonien-Rundfahrt und weitere Erfolge in kleineren belgischen Rennen. 1968 wurde seine erfolgreichste Saison mit zwei Etappensiegen in der Tour de France. Dazu kamen Etappensiege in den Quatre Jours de Dunkerque, in der Tour de Suisse und im Eintagesrennen Omloop van het Zuidwesten. 1969 gewann er den Omloop van Oost-Vlaanderen und eine Etappe der Tour du Nord. 1970 entschied er die Elfstedenronde, den E3 Prijs Harelbeke, Dwars door Vlaanderen, den Nationale Sluitingsprijs und eine Etappe des Critérium du Dauphiné Libéré für sich. Den Grand Prix d’Isbergues gewann er 1971 vor William Bilsland. Seinen letzten Sieg als Radprofi holte er 1973 in Beernem.
Zweiter wurde er 1968 bei Kuurne–Brussel–Kuurne hinter Eric Leman, 1969 im Omloop Het Volk und im Grand Prix de Denain.
Die Tour de France bestritt er dreimal. 1968 wurde er 46., 1970 67. der Gesamtwertung und 1972 schied er aus. In den Rennen der Monumente des Radsports war der 4. Platz in der Flandern-Rundfahrt 1968 sein bestes Resultat.
Van Ryckeghem bestritt auch Querfeldeinrennen und konnte in dieser Disziplin des Radsports einige Rennen gewinnen.